# Militza van Montenegro

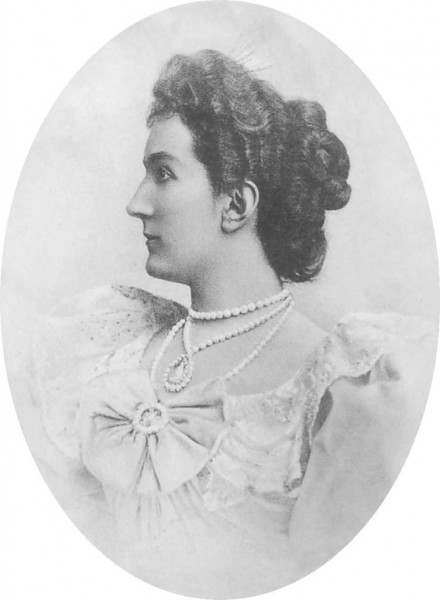
Prinses Militza van Montenegro

Militza Petrović-Njegoš (Servisch: Милица Николајевна, Militza Nikolajevna) (Cetinje, Montenegro, 26 juli 1866 – Alexandrië, Egypte, 5 september 1951), prinses van Montenegro, grootvorstin van Rusland was de dochter van koning Nicolaas I van Montenegro en Milena Vukotić.

## Huwelijk en gezin
Ze trouwde op 26 juli 1889 in het paleis te Peterhof, Rusland, met grootvorst Peter Nikolajevitsj van Rusland, een kleinzoon van tsaar Nicolaas I van Rusland. Ze kregen uiteindelijk vier kinderen. De laatste twee kinderen waren een tweeling, een van de twee werd echter doodgeboren. Hun kinderen waren:
- Maria Petrovna (1892-1981)
- Roman Petrovitsj (1896-1978)
- Sophia Petrovna (3 maart - 3 maart 1898)
- Nadezhda Petrovna (1898-1988)

## De prinsessen van Montenegro
Grootvorstin Militza en haar zus, grootvorstin Anastasia (de echtgenote van Nicolaas Nikolajevitsj), probeerden constant een discussie aan te wakkeren en diende vaak politieke voorstellen in. De tsaar hield de twee zussen echter op afstand. Ze probeerden een grote rol te krijgen in de politiek in de Balkan vanwege hun geboorteland Montenegro. Ze stuurden vaak brieven aan de tsaar met verzoeken om hun vader, Nicolaas van Montenegro, financieel te ondersteunen.
Militza en Anastasia hadden wel grote invloed op het sociale leven aan het Russische hof, al was iedereen wel huiverig voor de twee zussen die de bijnaam “het zwarte gevaar” hadden. Die naam hadden ze gekregen vanwege hun interesse in occulte zaken. Met name Melitza was hierin de drijvende kracht. In haar omgeving werd ze algemeen beschouwd als expert op het gebied van mystiek en het bovennatuurlijke. Melitza schreef hierover het boek Selected Passages from the Holy Father. Ze gingen regelmatig om het mystieke charlatans, die ze ook weleens aan het hof introduceerden. Een van hen was de gebedsgenezer Grigori Raspoetin. Felix Joesoepov omschreef Znamenska, het paleis van Peter en de groothertoginnen, eens als “het centrale punt van de krachten van het kwaad”. En zo dachten er meer leden van de adel over hen. Grootvorstin Maria Fjodorovna, de moeder van de tsaar was er heilig van overtuigd dat het koppel met Raspoetin en anderen een complot smeedde om invloed te krijgen op tsarina Alexandra Fjodorovna. Alexandra zelf omschreef hen in 1914 echter als “de zwarte familie” en zei dat ze zich door hen gemanipuleerd voelde.
Tijdens de Russische Revolutie wist het paar Rusland te ontvluchten met Britse slagschip HMS Marlborough. Militza's zus en Peters broer, het echtpaar Nicolaas en Anastasia, waren ook aan boord van het schip, evenals vele andere familieleden. Ze vluchtten naar het zuiden van Frankrijk. Daar stierf grootvorst Peter te Cap d’Antibes op 17 juni 1931. Zijn vrouw stierf twintig jaar later in Alexandrië, Egypte.